# Felipe Lima
Felipe Ferreira Lima (Cuiabá, 5 de abril de 1985) es un nadador brasileño que compitió en los Juegos Olímpicos de Londres 2012. Fue medallista en el Campeonato Mundial de Natación de 2013.

## Biografía

### 2006-2008
Felipe Lima entró en el Campeonato Mundial de Natación en Piscina Corta de 2006 en Shanghái, donde terminó 12º en los 50 metros pecho y 17 en los 100 metros pecho.
Después, Lima fue a lo Campeonato Pan-Pacífico de Natación de 2006 en Victoria, donde terminó 16 en los 100 m pecho.
Lima es un ex poseedor del récord sudamericano de los 4 × 100 m medley en piscina larga: 3m39s30, una marca obtenida el 9 de septiembre de 2006, junto con Leonardo Guedes, Fernando Silva y César Cielo. También rompió el récord sudamericano de los 100 metros pecho con 1m01s56 el 10 de septiembre de 2006. El 16 de diciembre de 2006, mejoró su récord de los 100 m pecho con 1m01m52.
En el Campeonato Mundial de Natación de 2007 en Melbourne, terminó 24º en los 50 metros pecho y 30° en los 100 metros pecho.
Lima asistió a la Universiadas de 2007 en Bangkok, Tailandia, donde ganó la medalla de plata en los 50 metros pecho, batiendo el récord Sudamericano de la prueba con la marca 27s94.
En los Juegos Panamericanos de Río de Janeiro 2007, Lima ganó una medalla de plata en los 4 x 100 metros medley. Lima también terminó 5º en los 100 metros pecho.
En 2008, Felipe Lima ganó índice para los Juegos Olímpicos de Pekín 2008 en los 100 metros pecho, con un tiempo de 1m01s21, pero no consiguió la plaza olímpica, como lo fue en el 3er lugar en los ensayos brasileños, y solo dos nadadores por país puedem ir a los Juegos Olímpicos. Henrique Barbosa, con 1m00s79, y Felipe França con 1m01s17 fueron los nadadores seleccionados.

### 2009-2012
En el Campeonato Pan-Pacífico de Natación de 2010 en Irvine,  terminó octavo en los 100 metros pecho, y décimo en los 50 metros pecho.
Lima compitió en el Campeonato Mundial de Natación de 2011, en Shanghái, llegando en 24 en los 100 metros pecho.
En los Juegos Panamericanos de 2011, en Guadalajara, ganó la medalla de plata en los 100 metros pecho y la medalla de oro en los 4 × 100 metros medley, por haber participado en la calificación.

### Juegos Olímpicos de 2012
En los Juegos Olímpicos de Londres 2012, Lima fue a la semifinal de los 100 metros pecho, terminando en 13.er lugar.

### 2012-2016
En el Campeonato Mundial de Natación en Piscina Corta de 2012, en Estambul, Lima fue a tres finales: 50 metros pecho (terminó en sexto lugar), 100 metros pecho (octavo lugar) y 4 × 100 metros medley (cuarta posición).
En el Campeonato Mundial de Natación de 2013 en Barcelona, Lima fue en las semifinales de los 100 metros pecho y quedó en quinto lugar con un tiempo de 59s84, rompiendo la barrera de 1 minuto por primera vez. En la final, volvió a superar a sí mismo, alcanzando su mejor tiempo personal sin un traje de alta tecnología, en 59s65, ganando una medalla de bronce histórico para Brasil. Fue la primera vez en la historia que un brasileño había ganado una medalla en los 100 metros pecho en el Campeonato Mundial. En los 50 metros pecho, se perdió la final del Campeonato Mundial mientras corría más lento que en las eliminatorias, y terminó en noveno lugar. En el relevo 4 × 100 metros medley, terminó 12º, junto con Marcelo Chierighini, Leonardo de Deus y Nicholas Santos.
En los Juegos Suramericanos de 2014, en Santiago, Chile, ganó dos medallas de oro en los 100 metros pecho y los 4 × 100 m medley.
En los Juegos Panamericanos de 2015 en Toronto, Lima ganó la medalla de oro en los 4 × 100 metros medley, participando en calificación. Antes, ya había ganado una medalla de plata en los 100 metros pecho.
En el Campeonato Mundial de Natación de 2015, en Kazán, Lima terminó noveno en los 4 × 100 metros medley mixto, junto con Daynara de Paula, Daiene Dias y João de Lucca; 10º en los 4 × 100 metros medley, 12º en los 50 metros pecho y 13º en los 100 metros pecho.
En el Campeonato Mundial de Natación en Piscina Corta de 2016 en Windsor, Canadá, del 6 al 11 de diciembre de 2016, Felipe ganó una medalla de plata y una medalla de bronce: la medalla de plata se ganó en el relevo 4x50 medley, el 8 de diciembre (además de Felipe, el equipo brasileño estaba formado por Etiene Medeiros, Nicholas Santos y Larissa Oliveira) y bronce el 11 de diciembre en los 50 metros pecho, con un tiempo de 25s98. También terminó décimo en los 100 m pecho.

### 2017-2020
En el Campeonato Mundial de Natación de 2017 en Budapest, terminó en el 4o lugar en los 50 m pecho y el 10º en los 100 m pecho. También ayudó al relevo 4 × 100 m medley de Brasil a clasificarse para la final, nadando en las eliminatorias.
En el Campeonato Mundial de Natación en Piscina Corta de 2018 en Hangzhou, China, ganó el bronce en los 50 m pecho, y el bronce en el relevo de 4x50 m medley de Brasil, junto con Guilherme Guido, Cesar Cielo y Nicholas Santos. También terminó en 4o lugar en el relevo de 4 × 100 m medley y 12º en los 100 m pecho.
En junio de 2019, en Mare Nostrum, etapa de Monte Carlo, batió el récord de las 3 Américas en la carrera de 50 m pecho, con la marca de 26s33.
En el Campeonato Mundial de Natación de 2019 en Gwangju, Corea del Sur, ganó la medalla de plata en los 50 m braza, solo superado por Adam Peaty, poseedor del récord mundial en los 50 m y 100 m braza. Fue la primera vez que Brasil ganó dos medallas en el mismo evento, en un Campeonato del Mundo: João Gomes Júnior se quedó con el bronce. También terminó 18º en los 100 m braza.
En los Juegos Panamericanos de 2019, realizados en Lima, Perú, obtuvo medalla de plata en los 4 × 100 m combinados, por participar en las eliminatorias de la competencia. También terminó cuarto en los 100 m braza.
En los Juegos Olímpicos de Verano de 2020 en Tokio, Lima casi rompió el récord sudamericano en las eliminatorias de 100 m braza, con un tiempo de 59,17. A los 36 años, rompió su mejor marca personal en la carrera. En las semifinales, terminó 12º.